# Fiskvasselsjön
Fiskvasselsjön är en sjö i Älvdalens kommun i Dalarna och ingår i Dalälvens huvudavrinningsområde. Sjön har en area på 0,25 kvadratkilometer och ligger 557,9 meter över havet.

## Delavrinningsområde
Fiskvasselsjön ingår i det delavrinningsområde (686133-135729) som SMHI kallar för Mynnar i Fjätan. Medelhöjden är 607 meter över havet och ytan är 34,62 kvadratkilometer. Det finns inga avrinningsområden uppströms utan avrinningsområdet är högsta punkten. Fiskvasseln som avvattnar avrinningsområdet har biflödesordning 3, vilket innebär att vattnet flödar genom totalt 3 vattendrag innan det når havet efter 458 kilometer. Avrinningsområdet består mestadels av skog (75 procent) och sankmarker (18 procent). Avrinningsområdet har 0,34 kvadratkilometer vattenytor vilket ger det en sjöprocent på 1 procent.